# Distretto di Dréan
Il distretto di Dréan è un distretto della provincia di El Tarf, in Algeria, con capoluogo Dréan.

## Comuni
Il distretto di Dréan comprende 3 comuni:
- Dréan
- Chebaita Mokhtar
- Chihani